# شعارهای سیاسی پس از اعلام نتیجه انتخابات ریاست‌جمهوری ایران (۱۳۸۸)
شعارهای تظاهرات‌های پس از اعلام نتایج انتخابات ریاست جمهوری ایران مجموعه شعارهایی است که طی پیامدهای اعلام نتایج انتخابات ریاست جمهوری ایران در سال ۱۳۸۸ و در جریان اعتراضات، توسط مردم داده شد.
با اعلام نتایج انتخابات ریاست جمهوری ایران در سال ۱۳۸۸ که به انتخاب مجدد محمود احمدی‌نژاد منجر شد، ایرانیان در سراسر جهان بنا بر این پندار که در انتخابات «تقلب» صورت گرفته و حاکمیت بنای تصحیح این تقلب را ندارد، دست به راهپیمایی زدند. در این تظاهرات‌ها عموماً شعارهای افراد حول فاصله گرفتن از اصول مردم‌سالاری و نزدیک شدن به دیکتاتوری بود.
در روز ۱۳ آبان و در پی تظاهرات مخالفین دولت شعارهای بسیاری علیه علی خامنه‌ای شنیده شد. این حجم از شعارها ضد رهبری جمهوری اسلامی تا آن زمان بی‌سابقه بود. تحلیلگران علت این شعارها را حمایت شدید رهبری از دولت محمود احمدی‌نژاد می‌دانند.

## شعارهای معترضان
پرکاربردترین شعارها در طی این تجمعات این‌ها بود:
- تجاوز توی زندان اینم بود توی قرآن
- آن خس و خاشاک تویی، پست‌تر از خاک تویی، شور منم نور منم، عاشق رنجور منم، زور تویی کور تویی، هالهٔ بی نور تویی، دلیر بی‌باک منم، مالک این خاک منم.
- ابطال انتخابات، پایان اعتراضات
- احمدی به گوش باش، ما مردمیم نه اوباش
- احمدی به گوش باش، ما ملتیم نه اوباش
- احمدی بیچاره، بازم بگو نواره
- احمدی سید شده، بازم تقلب شده
- استعفا، استعفا، استعفا
- استقلال، آزادی، جمهوری ایرانی[۱۱]
- اگه تقلب نبود، ملت که اینجا نبود
- الو الو ۱۲۵ محمود آتیش گرفته
- اوباما، اوباما، یا با اونا یا با ما
- اونی که تقلب کرده عکس‌ها رو پاره کرده[۱۲]
- اونی که می‌گه عادله، دروغ می‌گه قاتله[۱۳]
- ای رهبر آزاده، خمینی چشم براته
- ای رهبر آزاده، تجاوز هم آزاده؟
- ای رهبر بی غیرت، بشنو صدای ملت
- ایرانی با غیرت، حمایت حمایت
- ایرانی می‌میرد ذلت نمی‌پذیرد
- این شصت و سه درصد که میگن کو؟ دروغگو؟[۱۴]
- این ماه ماه خون است، یزید سرنگون است[۱۳]
- برادر رفتگر! محمودُ بردارُ ببر!
- برادر شهیدم، رأیتو پس می‌گیرم
- بسیجی با غیرت، حمایت، حمایت
- بسیجی حیا کن مفت خوری رو رها کن
- بسیجی شام نمیدن برو خونتون
- بسیجی واقعی، همت بود و باکری[۱۵]
- بیست و چهار میلیون، یالّا نشونم بده
- پوتین چاوز نصرالله دشمن ملت مان
- پول نفت گم شده، خرج بسیجی شده
- تا احمدی‌نژاده، هر شب همین بساطه
- تجاوز، جنایت، مرگ بر این ولایت
- تقلب حرام است این شعار امام است.
- تقلب یه درصد، دو درصد، نه پنجاه و سه درصد[۱۴]
- توپ تانک تجاوز دیگر اثر ندارد
- توپ، تانک، تجاوز، دیگر اثر ندارد… به مادرم بگویید دیگر پسر ندارد
- تورمُ ننجون مهدی فهمید این کوتوله نفهمید
- جنتی لعنتی، تو دشمن ملتی
- پیروزی نهایی، دموکراسی آزادی
- چه ایران، چه غزه، کشتن مردم بسه
- حتی اگه بمیرم، رأیمو پس می‌گیرم
- حسین حسین شعار ماست، موسوی افتخار ماست[۱۵]
- حسین حسین شعارشه، تجاوز افتخارشه
- خامنه‌ای حیا کن، مملکت رو رها کن[۱۶][۱۷]
- خامنه‌ای قاتله، ولایتش باطله
- آن خس و خاشاک تویی، دشمن این خاک تویی
- خمینی! کجایی؟ موسوی تنها شده.[۱۸]
- خونی که در رگ ماست، هدیه به ملت ماست[۱۵]
- دانشجو می‌میرد، ذلت نمی‌پذیرد
- دانشجوی زندانی آزاد باید گردد
- دروغگو دروغگو دروغگو دروغگو دروغگو
- دروغگو، دروغگو، شصدوسه درصدت کو؟[۱۴]
- دولت کودتا، استعفا، استعفا
- دولت کودتاگر نمی‌خوایم نمی‌خوایم
- دیکتاتور دیکتاتور این آخرین پیام است… جنبش سبز ایران آمادهٔ قیام است.
- دیکتاتور هسته‌ای این آخرین پیام است، جبنش سبز ایران آماده قیام است.
- رأی سبز من نام سیاه تو نبود
- رأی ما برنگرده، این کار هر روز ماست.
- رأی ما رو پس بدید[۱۴]
- رأی ما رو دزدیدن، دارن باهاش پز می‌دن[۱۴]
- رأی ما رو دزدیده، با رأی ما پز میده
- رأی ما یک‌کلام، نخست‌وزیر امام[۱۹]
- صل علی محمد اشک خدا درآمد (بعد از بارش باران در پی شلیک گاز اشک‌آور در روز قدس)
- روحانی واقعی منتظری صانعی
- رهبر ما الاغه، یک دستش هم چلاقه
- رهبر ما جعلقه، ولایتش معلقه
- رهبر ما قاتله، ولایتش باطله[۲۰][۱۳]
- رهبری، رهبری، ننگ به نیرنگ تو، خون جوانان ما میچکه از چنگ تو
- زندانی سیاسی، آزاد باید گردد
- ستاره دانشجو، مدال افتخاره
- سفارت روسیه، لانه جاسوسیه
- سلام بر موسوی[۱۵]
- سید علی پینوشه، ایران شیلی نمیشه
- شعار ملت ما، دین از سیاست جدا
- عزا عزاست امروز، روز عزاست امروز، ایرانی باغیرت، صاحب‌عزاست امروز[۲۰]
- کروبی زنده باد، موسوی پاینده باد
- موسوی زنده باد، کروبی پاینده باد
- کشته ندادیم که سازش کنیم، صندوق دست‌خورده شمارش کنیم
- کروبی با غیرت برس به داد ملت
- گفته بودیم اگر تقلب بشه، ایران قیامت می‌شه
- ما اهل کوفه نیستم، پشت یزید بایستیم
- ما اهل کوفه نیستیم، پول بگیریم بایستیم
- ما اهل کوفه نیستیم، حسین تنها بماند
- ما بچه‌های جنگیم، بجنگ تا بجنگیم[۲۰]
- ما منتظر موسوی هستیم، هیچ جا نمی‌ریم همین‌جا هستیم
- ما میگیم شاه نمی‌خواهیم اسمش رو رهبر می‌ذارن[۲۱]
- مجتبی بمیری، رهبری رو نبینی[۱۶]
- مجتبی بمیری، رهبری رو نگیری
- محمود تقلب می‌کنه، رهبر حمایت می‌کنه
- مخابرات مزدور، خجالت، خجالت
- مدعی عدالت، خجالت، خجالت
- مردم چرا نِشستین، ایران شده فلسطین
- مرگ بر اصل ولایت فقیه
- مرگ بر تو، مرگ بر تو، مرگ بر تو
- مرگ بر جمهوری اسلامی
- مرگ بر چین[۱۵]
- مرگ بر خامنه‌ای[۲۲][۲۳][۲۴][۲۵][۲۶]
- مرگ بر دیکتاتور، چه شاه باشه چه دکتر
- مرگ بر روسیه[۱۵]
- مزدور چقدر گرفتی، دوربین رو دست گرفتی[۲۷]
- معاویه حیا کن، سلطنت رو رها کن
- موسوی بیایی نیایی، رئیس‌جمهور مایی[۱۴]
- موسوی جونمه، رئیس‌جمهورمه[۱۴]
- موسوی، موسوی، پرچم ایران منو پس بگیر[۱۴]
- موسوی، موسوی، رأی ما رو پس بگیر[۱۴]
- موسوی، موسوی، سکوت کنی خائنی
- می‌جنگم، می‌میرم، رأیم را پس می‌گیرم
- می‌کشم، می‌کشم، آن که برادرم کشت
- نترسید، نلرزید، ما همه با هم هستیم
- نصر من الله و فتح قریب، مرگ بر این دولت مردم فریب
- ننگ ما، ننگ ما، رهبر الدنگ ما
- ننگ ما، ننگ ما، صدا و سیمای ماست
- نه شرقی، نه غربی، دولت سبز ملی
- نه غزه، نه لبنان، جانم فدای ایران
- نه هاشمی نه احمدی، لعنت به بیت رهبری
- نیروی انتظامی، حمایت، حمایت
- وای اگر میرحسین، حکم جهادم دهد
- هاشمی زنده باد، موسوی پاینده باد[۱۵]
- هاشمی هاشمی، سکوت کنی خائنی
- هاشمی، هاشمی، حمایتت می‌کنیم[۱۵]
- هالهٔ نور حیا کن، احمدی رو رها کن
- هالهٔ نور رو دیده، رأی ما رو ندیده

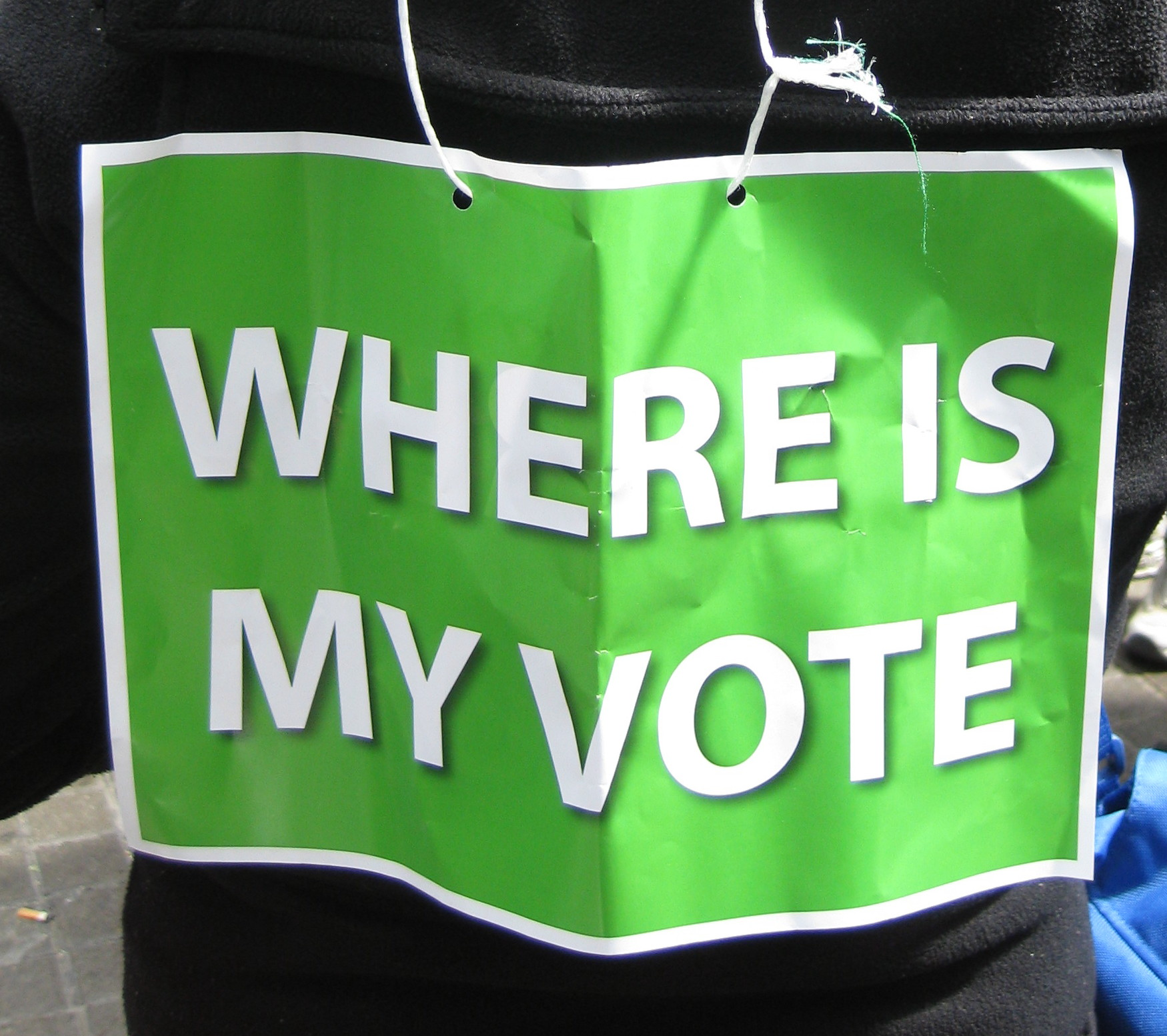
یک نمونه لوگو با متن «رای من کجاست؟»

- پلیس ضدشورش، احمدی رو بشورش
- هیهات من الذله، هیهات من الذله
- یا حسین! میرحسین!
- رأی من کجاست؟[۲۸]

### پس از ادعای اهانت به روح‌الله خمینی
- اگر امام زنده بود، شک نکنین با ما بود[۲۹]
- اونی که تقلب کرده، عکس‌ها رو پاره کرده[۲۹]
- خمینی کجایی؟ موسوی تنها شده[۲۹]
- ننگ ما، ننگ ما، صدا و سیمای ما
- بیست و سی بیست و سی حیله عمروعاصی

### پس از مرگحسینعلی منتظری
- منتظری زنده است، مرجع پاینده است[۳۰]
- منتظری مظلوم راهت ادامه دارد حتی اگر دیکتاتور بر ما گلوله بارد
- منتظری مظلوم، راهت ادامه دارد، حتی اگر شبو روز بر ما گلوله بارد[۳۱]
- خامنه‌ای ننگت باد، منتظری روحت شاد
- تسلیت کینه‌ای / عقده‌ای نمی‌خواهیم، نمی‌خواهیم[۳۲]
- منتظری، میرحسین، پیرو خط حسین

### در دفاع ازمجید توکلی
ما همه مجید هستیم

### عاشورا
در تظاهرات عاشورا، تظاهرات کنندگان پیام‌های سیاسی خود را با پیام‌های مذهبی این ماه بهم آمیختند و رهبر جمهوری اسلامی را با یزید مقایسه نمودند.
- ما جنبش سبزیمَ علمدارِ حسینیم؛ همه با میرحسینیم؛ همه با میرحسینیم
- خامنه‌ای حیا کن مملکت رو رها کن[۳۵]
- این ماه ماه خون است، یزید سرنگون است[۳۶]
- این ماه ماه خونه، سید علی سرنگونه[۳۶]
- این لشکر حسین است، حامی میرحسین است[۳۶]
- خامنه‌ای قاتله، ولایتش باطله[۳۶]
- ما اهل کوفه نستیم، پشت یزید بایستیم[۳۶]
- زندانی سیاسی آزاد باید گردد[۳۶]
- دیکتاتور بدونه، بزودی سرنگونه[۳۶]
- این همه لشکر آمده، علیه رهبر آمده[۳۶]
- تجاوز توی زندان، این هم هست توی قرآن؟[۳۶]
- نصر من‌الله و فتح قریب، مرگ بر این دولت مردم فریب[۳۶]
- ننگ ما ننگ ما رهبر الدنگ ما[۳۷]
- خامنه‌ای یزید شده، یزید روسفید شده
- خامنه‌ای یزده، یزید رو سفیده
- یزید حیا کن، سلطنت و رها کن
- برادر بسیجی، بسه برادر کشی
- بسیجی، تجاوز، دیگر اثر ندارد
- حسین حسین شعارشه، تجاوز افتخارشه
- ای وای از این جنایت، ارتش بیا حمایت
- سیدعلی خائن، آواره کردی، خاک وطن را، ویرانه کردی، کشتی جوانان وطن، الله اکبر، کردی هزاران در کفن، الله اکبر، مرگ بر تو
- عزا عزاست امروز، روز عزاست امروز، ملت سبز ایران، صاحب عزاست امروز

### راهپیمایی ۲۵ بهمن ۱۳۸۹
در پی قیام تونس و مصر در دی و بهمن ۱۳۸۹ و کناره‌گیری زین‌العابدین بن علی و حسنی مبارک از قدرت، برخی شعارهای تظاهرکنندگان در راهپیمایی ۲۵ بهمن متأثر از این وقایع بود.
- مبارک، بن علی، نوبتِ سید علی[۳۸]

### الله اکبر و مرگ بر دیکتاتور شبانه
سر دادن شعار الله اکبر بر روی بام‌ها در شب هنگام که در انقلاب ۵۷ نیز صورت گرفت یکی از روش‌های مبارزاتی مسالمت‌آمیزی بود که میرحسین موسوی در بیانه‌های خود بر روی آن تأکید داشت و از سوی مردم خصوصاً در تهران پیگیری می‌شود. این روش که کمترین هزینه را برای معترضان و بیشترین دستاورد تبلیغاتی را دارد همچنان در تهران ادامه دارد و با شعار «مرگ بر دیکتاتور» همراه است. این شعار در سال‌های اخیر از سوی تندروهای اسلامی و برخی گروه‌های تروریستی استفاده می‌شد اما این بار از سوی هواداران اصلاحات در ایران استفاده گردید.

برت استفان در مصاحبه با روزنامه وال استریت ژورنال می‌گوید:
نظام جمهوری اسلامی همواره حامل دو تناقض بوده است. مورد اول اینکه هر انقلاب و نظامی که به نام خدا انجام شود می‌تواند به نام خدا به چالش کشیده شود چون خدا معانی و تفاسیر گوناگونی دارد. در سالهای اخیر شاهدیم که بر شمار روحانیون ناراضی و منتقد افزوده شده و حتی در انتخابات اخیر حداقل دو مرجع تقلید اصلی از میان چهار مرجع بزرگ در ایران از نتایج این انتخابات حمایت نکرده‌اند.
در حالیکه الله اکبر شبانه در دوره پهلوی با واکنش تندی مواجه نشد، جمهوری اسلامی به گفته سازمان دیده‌بان حقوق بشر با حمله به منازل مردم شکستن درب‌ها و ضرب و شتم مردم به سر دادن ندای الله اکبر پاسخ گفت. به گفته این سازمان نیروهای بسیج به محلاتی همچون یوسف آباد، سعادت آباد، ونک، شهرک غرب، فرمانیه و نیاوران حمله برده باشکستن در خانه‌ها به زور وارد خانه مردم می‌شوند، لوازم شخصی آنان را درهم می‌شکنند، ساکنان را مورد ضرب و شتم قرار می‌دهند و اتومبیل‌هایی را که در خیابان‌ها پارک شده خرد می‌کنند.
به گفته مسیح علی‌نژاد ادعای اینکه همسایگان از افرادی که الله اکبر گفته‌اند شکایت کرده و تهدید به برخورد قضایی از دیگر روش‌هایی است که علیه تکبیرهای شبانه به کار رفته است.

### حمله بسیجیان به برج سبحان
ده‌ها تن از نیروهای بسیج در حالیکه به سلاح‌های سرد و گرم مجهز بودند به بهانهٔ تکبیر گفتن شبانهٔ مردم، به برج سبحان واقع در بلوار کاوه تهران حمله برده و ضمن ضرب و شتم شدید مردم، به اموال آنان نیز آسیب رساندند. کمیتهٔ تشکیل شده توسط نمایندگان مجلس برای بررسی این موضوع نیز پس از دیدار با فرماندهٔ بسیج بر اساس توصیه‌های انجام شده به کار خود پایان داد.

### شعارهای تند علیه پسر خامنه‌ای
در جریان اعتراضات پس از انتخابات نام مجتبی خامنه‌ای در میان معترضان به عنوان صحنه گردان آنچه که تقلب و کودتا می‌نامیدند مطرح گردید. در انتخابات قبل در سال ۱۳۸۴ نیز مهدی کروبی در نامه‌ای به علی خامنه‌ای پسر وی را به حمایت از احمدی‌نژاد متهم کرده بود. برخی رسانه‌ها، خصوصاً روزنامه گاردین در چند مصاحبه و مقاله مدعی شدند که خامنه‌ای متمایل به رهبر شدن مجتبی است و کنترل بسیج را نیز عملاً به وی سپرده است. یک سیاست‌مدار بلندپایه به گاردین گفته است که مجتبی ضمن دست داشتن در انتخابات ۲۲ خرداد از طریق بسیج اعتراضات پس از کودتا را سرکوب کرده است. در پی این مطالب، شعار «مجتبی بمیری، رهبری رو نبینی» یا «مجتبی بمیری، رهبری رو نگیری» در اعتراضات روز ۵ شنبه ۱۸ تیر ۱۳۸۸ در تهران، از سوی معترضان بیان شد.
شعارهای مردم علیه فرزند خامنه‌ای در رسانه‌های بین‌المللی نیز بازتاب داشت.

### شعار علیه روسیه و چین
«مرگ بر روسیه» و «مرگ بر چین» به ویژه در نماز جمعه ۲۶ تیر از اصلی‌ترین شعارهای نمازگزاران معترض بود. استفاده از شعارهای ضد روسی دیگری همچون «روسیه حیا کن کشورمو رها کن» و «مرگ بر پوتین» و نیز آتش زدن پرچم روسیه توسط معترضان از شدت گرفتن احساسات ضدروسی در میان معترضان به انتخابات خبر می‌داد. معترضان پس از شنیدن شعارهای سنتی «مرگ بر آمریکا»، «مرگ بر انگلیس» و «مرگ بر اسرائیل» از شعارگویان رسمی و طرفداران حکومت با شعار «مرگ بر روسیه» به آنان پاسخ می‌دادند. روسیه یکی از اولین کشورهایی بود که پیروزی احمدی‌نژاد را تبریک گفت و احمدی‌نژاد بلافاصله پس از انتخابات سفری به مسکو داشت. معترضان حتی معتقدند که روس‌ها مستقیماً در سرکوب معترضان نقش دارد. شایعاتی وجود دارد که نیروهای ویژه روسیه در متفرق‌سازی تظاهرات دست دارند و مشاورین روس در دولت ایران خدمت می‌کنند. در فیس‌بوک هم گروهی به نام مخالفین مأمورین روسی در ایران ایجاد شده است. یکی از اطلاعیه‌های بعد از انتخابات مهدی کروبی هم به این موضوع اشاره کرده‌بود:
رویای انقلاب مخملی در ذهن این‌ها بوده یا آن‌ها که کابوس آن را می‌دیدند و نیرو به همسایه شمالی گسیل داشتند که آموزش ببینند تا چگونه مردم را با حالت ارعاب و قیافه مهیب و هجوم موتور و زدن باتوم و پرتاب گاز فلفل و زدن کابل بر سر پیر و جوان و زن و مرد و اتومبیل و مغازه بترسانند»
الکسی مالاشنکو کارشناس مرکز کارنگی مسکو در این مورد گفته است: «روسیه اشتباه کرد که بلافاصله از احمدی‌نژاد حمایت کرد. سخنرانی روز جمعه رفسنجانی نشان می‌دهد که او و طرفداران وی هنوز بهیچ وجه نباخته‌اند.» وی معتقد است اگر خط مشی مسکو ملاحظه‌کارانه باشد، شعارهای ضد روسی تکرار نخواهند شد. شیرین ادیبانی نیز معتقد است: این اعتراضات، نه علیه روسیه بلکه علیه روابط بسیار گرم بین دولت‌های ایران و روسیه هستند.
الهه کولایی کارشناس مسائل روسیه به سابقه حمایت حاکمان مستبد روسیه از جریان‌های اقتدارگر و تمرکزگرا در ایران و حوادثی چون به توپ بستن مجلس توسط کلنل لیاخوف اشاره می‌کند و معتقد است نزدیکی روزافزون ایران به کشورهایی همچون چین و روسیه خاطره روندی را که در گذشته به استبداد صغیر و رویدادهای مشابه انجامید، در حافظه تاریخی ایرانیان زنده می‌کند و معترضان را به سمت محکوم کردن سیاست‌های روسیه سوق می‌دهد.
حافظه تاریخی ایرانیان کمتر به یاد می‌آورد که روسیه (و شوروی) آماج ناسزاهای مرگ‌آلود یا آتش کشیدن پرچم قرار گرفته باشد. هرچند پس از انقلاب ۵۷ و جنگ شوروی در افغانستان شعار مرگ بر شوروی نیز گهگاه از سوی اسلام‌گرایان شنیده می‌شد و تعدادی از دانشجویان مسلمان راست‌گرا از جمله احمدی‌نژاد برنامه‌ای برای تسخیر سفارت شوروی داشتند.
معترضان دولت چین را هم با شعار «مرگ بر چین» به بهانه کشتار مسلمانان اویغور مورد عتاب قرار داده‌اند. چین نیز همچون روسیه جزو کشورهای حامی سیاست‌های محمود احمدی‌نژاد به‌شمار می‌رود و کالاهای چینی بازار ایران را تصرف کرده است.

## شعارهای علیه معترضان
- در قم
  - اگر بسیجی نبود، ناموست اینجا نبود[۵۶]
  - اگر بسیجی نبود، صدام حسین بابات بود[۵۷]
  - شهر مقدس قم، جای منافقان نیست[۵۸]
  - مرجع انگلیسی، مقلّد بی‌بی‌سی
- دیگر شهرها
  - آشوب‌گر بی‌غیرت، خجالت، خجالت![۵۹]
  - مرگ بر سه حسین، باراک حسین، صدام حسین، میرحسین[۶۰]
  - موسوی، بی‌بی‌سی، عامل انگلیسی[۶۱]
  - کروبی بیسواد عامل دست موساد[۶۱]
- سبز فقط سبز علی، لعنت به سبز اموی[۱۳]
- وای اگر خامنه‌ای حکم جهادم دهد، ارتش دنیا نتواند که جوابم دهد[۱۳]
- در سالروز رحلت روح‌الله خمینی قبل از سخنرانی سید حسن خمینی در خرداد ماه سال ۱۳۸۹
  - نواده روح‌الله، سید حسن نصرالله
  - این همه لشکر آمده به عشق رهبر آمده
  - ای یادگار امام رهبر ما خامنه‌ای والسلام
  - بصیرت حاج احمد هدیه به بستگانش…[۶۲]